# Monasterio de la Sierra
Monasterio de la Sierra és un municipi de la província de Burgos a la comunitat autònoma de Castella i Lleó. Forma part de la Comarca de la Sierra de la Demanda.
Es troba a 1.1591 msnm i té una superfície de 5,89 km²

## Demografia
| 2001 | 2002 | 2003 | 2004 | 2005 | 2006 | 2007 | 2008 | 2009 | 2010 | 2011 | 2012 | 2013 | 2014 | 2015 | 2016 | 2017 | 2018 | 2019 | 2020 | 2021 | 2022 | 2023 | 2024 |
| 41   | 39   | 39   | 43   | 45   | 43   | 46   | 46   | 48   | 47   | 46   | 48   | 46   | 47   | 48   | 46   | 42   | 44   | 44   | 43   | 40   | 42   | 39   | 40   |